# Melica argentata
Melica argentata är en gräsart som beskrevs av Étienne-Émile Desvaux. Melica argentata ingår i släktet slokar, och familjen gräs. Inga underarter finns listade i Catalogue of Life.